# Janet Jackson (serie de televisión)
Janet Jackson (estilizado como JANET JACKSON.) es una serie documental británico-estadounidense de duración limitada producida por la cantante y actriz estadounidense Janet Jackson y su hermano Randy Jackson, y dirigida por Benjamin Hirsch. La serie fue desarrollada durante un período de tres años por Rick Murray en Workerbee Documentary Films, quien fue productor ejecutivo. La serie documental se estrenó el 28 de enero de 2022, y los dos primeros episodios de la serie de cuatro partes se transmitieron en Lifetime y A&E simultáneamente en los Estados Unidos. Los siguientes dos episodios se emitieron la noche siguiente, 29 de enero.  El 29 de enero de 2022, Jackson mostró un clip de una nueva canción, "Luv I Luv", durante los créditos finales del último episodio. El documental se estrenó en el Reino Unido en Sky Documentaries y el servicio de transmisión NOW el 31 de enero de 2022.

## Concepción y desarrollo
En 2017, Jackson se puso en contacto con la productora inglesa Workerbee para filmar imágenes de ella en la gira. El rodaje comenzó ese mismo año mientras Jackson estaba en medio de su gira State of the World . El productor Rick Murray explicó: "Conocimos a Janet hace más de cinco años. Ella vive mucho en el Reino Unido en estos días, tiene familia aquí, y a través de una persona conjunta, ambos sabíamos que se nos pidió que fuéramos y cubrimos algunas imágenes detrás de escena de una de sus giras. Envié a mi mejor director, Ben Hirsch, y le dije al oído antes de que se fuera... 'Hay algo más grande que podemos hacer con Janet'. Y a los dos nos encanta hacer películas, hacer documentales, y pensamos que aquí hay un documental sobre su vida que no se ha contado".
Jackson envió a Murray y Hirsch 7000 cintas de su archivo personal. "Ella grabó todo, desde los ensayos en el Super Bowl que nadie había visto antes, hasta la grabación del video musical 'Scream', en el estudio grabando Rhythm Nation, y nadie había visto estas cintas antes... Nos tomó semanas y meses revisarlos". La serie fue filmada durante un período de cinco años.

## Recepción

### Calificaciones
La serie promedió 3,1 millones de espectadores totales para su estreno en Lifetime y A&E, marcando el debut de no ficción más alto en audiencia y calificaciones en cable desde la serie documental de Michael Jordan The Last Dance de ESPN . Las redes informaron que también atrajeron 3,7 millones de vistas de video en las plataformas a pedido de Lifetime y A&E, con vistas lineales y de video en combinación digital para llegar a 15,7 millones de espectadores totales.
Por encima de los promedios típicos de ambas redes, el documental obtuvo una calificación de 0,66 entre los adultos de 18 a 49 años durante sus dos horas, superando a todo lo que se muestra en la televisión medida por Nielsen en horario de máxima audiencia. Janet Jackson también lideró el cable entre adultos de 18 a 34 y de 25 a 54 años.

### Respuesta crítica
En Rotten Tomatoes , la serie tiene un índice de aprobación del 71% según 24 reseñas, con una calificación promedio de 6.6/10. El consenso crítico del sitio web afirma: " Janet Jackson. se siente demasiado cuidadosamente curada por su propio tema para brindar una idea real, pero es suficiente como un tributo nostálgico al ícono del pop".